# Hebella parvula
Hebella parvula är en nässeldjursart som först beskrevs av Walter Douglas Hincks 1853.  Hebella parvula ingår i släktet Hebella och familjen Hebellidae. Inga underarter finns listade i Catalogue of Life.